# Абдулазіз Аль-Гейлані
Абдулазіз Мубарак Заїд Аль-Гейлані (араб. عبدالعزيز الغيلاني; нар. 14 травня 1972, Сур) — оманський футболіст, який грає на позиції захисника в клубі «Ан-Нахда» (Ель-Бураймі) та національній збірній Оману.

## Клубна кар'єра
У дорослому футболі Абдулазіз Аль-Гейлані дебютував 2014 року в складі клубу «Сур», у якому грав до 2019 року. У 2019 році футболіст перейшов до складу клубу «Ес-Сіб», у складі якого Аль-Гейлані став у 2022 році чемпіоном Оману, володарем Кубка Оману та Суперкубка Оману, а також володарем Кубка АФК. У 2023 році футболіст перейшов до складу клубу «Ан-Нахда» (Ель-Бураймі).

## Виступи за збірну
У 2014 році Абдулазіз Аль-Гейлані залучався до посиленого складу молодіжної збірної Оману для участі у футбольному турнірі Азійських ігор. У складі молодіжної збірної грав також у 2018 році. З 2019 року Абдулазіз Аль-Гейлані грає у складі національної збірної Оману, у складі збірної брав участь у кубку Азії з футболу 2023 року. На початок 2024 року зіграв у складі збірної 16 матчів, у яких забитими м'ячами не відзначився.

## Титули і досягнення
- Чемпіон Оману: 2021—2022
- Володар Кубка Оману: 2021——2022
- Володар Суперкубка Оману: 2022
- Володар Кубка АФК: 2022